# Artiža vas
Artiža vas je naselje v Občini Ivančna Gorica.

## Izvor krajevnega imena
Krajevno ime vsebuje svojilni pridevnik od srednjevisokonemškega osebnega imena Hartwig in torej prvotno pomeni 'Hartvigova vas'. V starih listinah se kraj omenja leta 1190 Hartwigisdorf in 1250 Hertwigisdorff.